# Franco Agostinelli

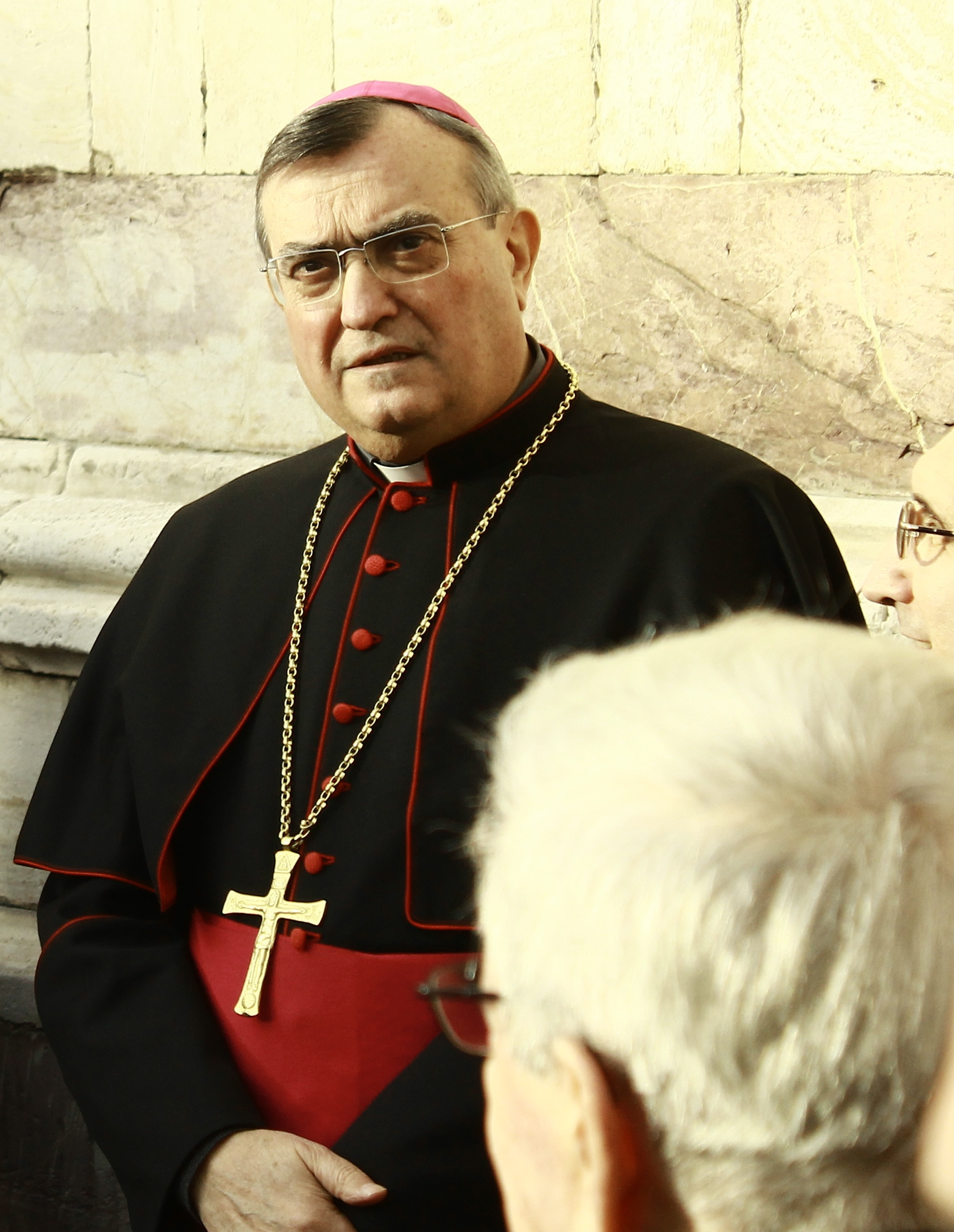
Bischof Franco Agostinelli (2013)

Wappen von Franco Agostinelli als Bischof von Prato

Franco Agostinelli (* 1. Januar 1944 in Arezzo) ist ein italienischer Geistlicher und emeritierter römisch-katholischer Bischof von Prato. 

## Leben
Franco Agostinelli empfing am 9. Juni 1968 die Priesterweihe.
Papst Johannes Paul II. ernannte ihn am 17. November 2001 zum Bischof von Grosseto. Der Papst persönlich spendete ihm am 6. Januar des nächsten Jahres die Bischofsweihe; Mitkonsekratoren waren Leonardo Sandri, Substitut des Staatssekretariates, und Robert Sarah, Sekretär der Kongregation für die Evangelisierung der Völker. Als Wahlspruch wählte er In verbo tuo.
Papst Benedikt XVI. ernannte ihn am 29. September 2012 zum Bischof von Prato. Papst Franziskus nahm am 15. Mai 2019 seinen altersbedingten Rücktritt an.